# Eochaid skót király
Eochaid (853 – 889 után) a piktek királya lehetett 878 és 885 (vagy 889) között. Run strathclyde-i király fia volt, az anyja Cináed mac Ailpín (I. Kenneth) egy lánya lehetett. Általános vélekedés, hogy Girickel uralkodott együtt valamilyen formában.
A források ellentmondásossága miatt azonban a történelemtudományban nincs konszenzus arról, pikt király volt-e vagy strathclyde-i király, vagy netán egyáltalán nem is volt király.
Arról, hogy pikt király volt, az Alba királyainak krónikája (Chronicle of the Kings of Alba) számol be:
- És Eochodius, a britonok Run királya fia, Kenneth unokája lányán keresztül, 11 évig uralkodott; bár mások azt mondják, hogy Ciricium (Giric) uralkodott ebben az időben, mert Eochaid mostohaapja és gyámja lett.
- És második évében Niall fia Aed (Aed Finliath) meghalt.
- És kilencedik évében Szent Cirici (Szent Kürosz) napján napfogyatkozás volt. Eochaidot és mostohaapját elűzték a királyságból.

Az Alba királyainak krónikája néhány változata azonban nem említi Eochaidot a királylistán. A Duan Albanach Eochaidot és Giricet is kihagyja: "a fehérvirágú Aodh" (Aedh skót király) bejegyzését "Domhnal, a szőke Cusaintin fia" (II. Donald skót király) követi. De ehhez azt is tudni kell, hogy a Duan más királyokat is kihagy, véletlenül vagy szándékosan. Andrew of Wyntoun Orygynale Cronykl of Scotland (1420 körül), illetve George Buchanan Rerum Scoticarum Historia című (1579) című művei tudnak Giricről, de nem tudnak Eochaidról.
Az amerikai keltológus Benjamin Hudson Berchán próféciája (Prophecy of Berchán) című könyvében (1996) a próféciára hivatkozva bizonyítottnak véli Eochaid skót vagy pikt király létezését. A prófécia hitelességét azonban sokan megkérdőjelezik, az Eochaidként azonosított "Briton of the Clyde" anyjaként pedig a "Dún Guare-i (Bambergh) asszonyt" nevezi meg, ami megválaszolatlan kérdéseket vet fel.